# Polymixia
Polymixia is een geslacht van de familie van barbudo’s (Polymixiidae) en kent 10 soorten.

## Taxonomie
Het geslacht kent de volgende soorten:
- Geslacht: Polymixia (10 soorten)
  - Soort: Polymixia berndti (Gilbert, 1905)
  - Soort: Polymixia busakhini (Kotlyar, 1993)
  - Soort: Polymixia fusca (Kotthaus, 1970)
  - Soort: Polymixia japonica (Günther, 1877)
  - Soort: Polymixia longispina (Deng, Xiong & Zhan, 1983)
  - Soort: Polymixia lowei (Günther, 1859)
  - Soort: Polymixia nobilis (Lowe, 1838) – Atlantische baardvis
  - Soort: Polymixia salagomeziensis (Kotlyar, 1991)
  - Soort: Polymixia sazonovi (Kotlyar, 1992)
  -  Soort: Polymixia yuri (Kotlyar, 1982)